# 람세스 1세
람세스 1세(Ramses I)는 고대 이집트 제19왕조 제1대 파라오(재위:기원전 1292년 ~ 기원전 1290년)이다.